# Bitka pri Monoštru (1664)
Bitka pri Monoštru (turško Saint Gotthard Muharebesi; nemško Schlacht bei St. Gotthard; madžarsko Szentgotthárdi csata), avstro-turške vojne (1663–1664), je potekala 1. avgusta 1664 ob Rabi med Modinci in cistercijanskim samostanom Monošter na nemškem Zahodnem Madžarskem (danes Madžarska). Spopadla sta se vojska Svetorimskega cesarstva, vključno z nemškimi, švedskimi in francoskimi kontingenti, ki jih je vodil cesarski poveljnik grof Raimondo Montecuccoli, in vojska Otomanskega cesarstva pod poveljstvom Köprülü Fazıl Ahmed Paše.
Ko je osmanska vojska poskušala napredovati na Madžarsko, so jo ustavili ob reki Rabi, kjer so jih napadle in premagale cesarske sile. Posledično so Osmani teden pozneje, 10. avgusta, podpisali Vasvarsko mirovno pogodbo. Čeprav so bili Turki vojaško poraženi, je cesar Leopold sklenil pogodbo, ki je veljala za ugodno za Otomansko cesarstvo, kar je šokiralo večino Evrope. 

## Priprave
Osmanska prevlada na Madžarskem se je začela z bitko pri Mohaču leta 1526, ki je povzročila osvojitev večine Madžarske s strani Sulejmana Veličastnega. Medtem so deli Madžarske, ki so ostali pod avstrijskim nadzorom, postali znani kot Kraljeva Madžarska. Čeprav so bili Osmani od smrti Sulejmana I. v relativnem nazadovanju, je osmanska moč doživela ponovni vzpon pod izjemno sposobno družino Köprülü, ki je skušala enkrat za vselej uničiti avstrijske Habsburžane. Svoj casus belli so našli, ko so Habsburžani podprli upor Transilvanije proti otomanski oblasti.
Transilvanija se je med invazijo na Madžarsko izognila osmanskemu osvajanju in je obdržala svojo neodvisnost z igranjem proti svojim močnim sosedom: Poljski, Avstriji in Osmanom. Priznali so osmansko vrhovno oblast in plačali davek Porti, v zameno pa so dobili politično in versko avtonomijo. Leta 1658 je knez Jurij Rákóczy II. v iskanju nove zemlje za svojo kneževino s svojimi švedskimi zavezniki v drugi severni vojni napadel Poljsko. Po začetnem uspehu so ga Poljaki premagali in moral je pobegniti nazaj v Transilvanijo. Ko so slišali za Rákóczyjevo nedovoljeno vojno, so Osmani napovedali vojno svojemu vazalu. Ni bilo dolgo, preden je veliki vezir Köprülüzade Fazıl Ahmed paša (vezir 1656-1661) premagal Rákóczyja in osvojil Transilvanijo. Novi transilvanski knez János Kemény je pobegnil na Dunaj in iskal avstrijsko podporo.
Cesar Leopold I., ki ni želel, da bi Transilvanija padla pod neposredno otomansko oblast, je poslal Montecuccolija na Madžarsko s svojo majhno vojsko. Montecuccoli ni dal neposredne podpore, saj so ga Osmani številčno močno presegali. Leopold I., ki se ni hotel sam soočiti s Turki, je januarja 1663 sklical cesarski zbor.
Turkom šestkrat ni uspelo osvojiti trdnjave Nové Zámky, vendar jim je to uspelo leta 1663. Postal je središče otomanske province, ejaleta Uyvar v današnji južni Slovaški. Turki in Tatari so leta 1663 s številno vojsko prečkali Donavo in opustošili Slovaško, Moravsko in Šlezijo. Iz Moravske so odpeljali 12.000 sužnjev. Več turških divizij je prišlo vse do Olomouca.

## Diplomatska prizadevanja
Čeprav je Leopold osebno nasprotoval protestantizmu, se je moral zanesti na svoje protestantske nemške kneze pri zagotavljanju vojaške pomoči. Še hujša je bila vojaška pomoč Francije, ki je bila (in je bila do diplomatske revolucije leta 1756) sovražnik Avstrije. Kljub številnim ugovorom nekaterih protestantskih knezov pomoč ni izostala. Renska liga – skupina nemških knezov, v kateri so prevladovali Francozi – se je strinjala, da pošlje korpus 6000 mož, ki jima bosta neodvisno poveljevala francoski grof Coligny in knez Johann Filip iz Mainza. Do septembra 1663 sta se Brandenburg in Saška strinjali, da pošljeta tudi lastne kontingente. Januarja 1664 se je cesarski zbor strinjal, da bo zbral 21.000 mož, čeprav ta vojska še ni obstajala drugače kot na papirju. Turki so aprila 1663 napovedali vojno, vendar so počasi izvajali svoje invazijske načrte.

## Bitka
Montecuccolijevo vojsko so sestavljale habsburške sile (vključno s češko pehoto in nekaj sto Madžari, cca. 2.000 Hrvatov) ter sile nemških kneževin, francoske brigade, piemontski polk.
Habsburške sile: 5.000 pehote (10 bataljonov), 5.900 konjenikov (27 eskadronov), 10 pušk 
Cesarske sile: 6.200 pehote (6 bataljonov), 1.200 konjenikov (9 eskadronov), 14 pušk
 Renske sile: 600 pehote (2 bataljona), 300 konjenikov (4 eskadroni)
 Francoske sile: 3.500 pehote (4 bataljoni), 1.750 konjenikov (10 eskadronov)
 Druge sile: 2000 hrvaških konjenikov (od tega polk), madžarski pešci v Szentgotthárdu ter polk Esterházy, Batthyány in Nádasdy, češki mušketirji in italijanski (piemontski) pehotni polk (poveljnik Marchese Pio de Savo).
Turki so svoj vpad obnovili spomladi 1664. Že v začetku julija so oblegali, osvojili in uničili trdnjavo Novi Zrin na reki Muri na severu Hrvaške. Montecuccoli je še vedno čakal na pomoč in ta zamuda je bila ključna za obrambo Avstrije. Julija 1664 so se cesarske sile zbrale in se odpravile proti reki Rabi, ki je ločila osmanske sile od avstrijske vojvodine. Če bi Turkom dovolili prehod, bi ogrozili tako Dunaj kot Gradec. Montecuccoli je prestregel Turke, preden so prečkali reko, vendar je razdelitev poveljstva onemogočila učinkovito napotitev čet.
1. avgusta 1664 so osmanske sile prečkale reko blizu samostana Saint Gotthard in premagale Avstrijce nazaj. Čeprav ga je sprva pestila neenotnost, je Montecuccoli končno uspel prepričati Colignyja in Leopolda Wilhelma iz Baden-Badna (poveljnik cesarskega odreda), da združita svoje sile in napadeta otomanske čete, ki so se reorganizirale v bližnjem gozdu. Napad je presenetil Turke, ki so v zmedi zbežali nazaj k reki, veliko število pa se je utopilo. Zmeda, ki so jo povzročile bežeče čete, je preprečila Ahmedu Köprülüju (vezir 1661-1676), da bi poslal preostanek svoje vojske čez reko in se je namesto tega umaknil s polja.
Osmanske žrtve so bile velike, znatno so padle predvsem na elitni korpus vojske. Köprülü je ostal z vojsko slabo izurjenih neregularnih in pomožnih vojakov, medtem ko so bile žrtve Montecuccolija majhne in večinoma v cesarskem kontingentu.

## Posledice
Čeprav so mnogi v Evropi, predvsem Hrvati in madžarsko plemstvo, pričakovali, da bodo avstrijski Habsburžani dokončno enkrat za vselej osvobodili Ogrsko, je Leopold akcijo opustil. Mnogi so ga zaradi te odločitve (tako v preteklosti kot sedanjosti) kritizirali. Čeprav je bila Montecuccolijeva vojska večinoma nedotaknjena, med zavezniki ni bilo interesa za osvoboditev Madžarske. Vsaka invazija na Madžarsko bi nedvomno morala biti izvedena brez pomoči francoskih in nemških čet. Leopold je opazil, da so se francoski častniki začeli bratiti z madžarskimi plemiči in jih spodbujal k uporu proti avstrijski oblasti.
Poleg tega je bil Leopold vedno član "španske frakcije" na Dunaju. Z zadnjim španskim Habsburžanom, Carlosom II, ki naj bi vsak trenutek umrl, je Leopold želel zagotoviti proste roke za neizogibni boj proti Francoskemu Ludviku XIV. Čeprav je bila osvoboditev Ogrske strateški interes Habsburžanov, je bilo treba nanjo počakati pozneje. V času svoje vladavine je Leopolda vedno bolj zanimal boj proti Franciji kot proti Osmanom. Zato je podpisal precej neugoden Vasvarski mir, ki ni upošteval bitke pri Svetem Gotardu. Bitka pri Saint Gotthardu pa je še vedno pomembna, saj je ustavila vsakršno otomansko invazijo na Avstrijo, kar bi zagotovo podaljšalo vojno in vodilo do katastrofalne rešitve. Avstrijci naj bi uporabili tudi dvajsetletno premirje, da bi okrepili svoje sile in začeli osvoboditi Ogrsko leta 1683.

## V literaturi
Bitka pri Modincih/Monoštru je Rainerju Marii Rilkeju dala navdih za njegovo poetično zgodbo " Venec ljubezni in smrti korneta Christopherja Rilkeja ", ki je bila v prvi polovici 20. stoletja zelo priljubljena med nemškimi in avstrijskimi vojaki.

## Poglej tudi
- Spomenik zmage Ludviku XIV.
- Bitka pri Monoštru (1705)